# Містер Селфрідж
«Містер Селфрідж» (англ. Mr Selfridge) — британський телесеріал, що розповідає про Гаррі Селфріджа та його магазин «Селфріджес» на Оксфорд-стріт. Прем'єра відбулася на телеканалі ITV 6 січня 2013. Другий сезон вийшов 19 січня 2014 р., третій — 25 січня 2015 р., четвертий — 8 січня 2016 року.
Серіал знятий за мотивами книги Лінді Вудхед «Shopping, Seduction & Mr Selfridge».

## Сюжет
Серіал розповідає про амбітного підприємця Гаррі Селфріджа, що зневірився в якості роздрібної торгівлі в Англії та відкрив власний торговий центр в 1909 році.

## В ролях
- Джеремі Півен — Гаррі Селфрідж
- Френсіс О'Коннор — Роза Селфрідж
- Ешлін Лофтус[en] — Агнес Таулер
- Зої Таппер[en] — Еллен Лов
- Олівер Джексон-Коен — Родерік (Родді) Темпл
- Том Ґудман-Гілл — Роджер Гроув
- Кетерін Келлі[en] — Леді Май Локслі
- Піппа Гейвуд — Міс Бантінґ[3]
- Реффі Кессіді — Беатріс Селфрідж